# Zwischengas (Website)
Zwischengas.com ist ein von den Gründern Daniel Reinhard und Bruno von Rotz herausgegebenes Online-Magazin über Oldtimer. 
Laut dem schweizerischen Oldtimerverbande Swiss Historic Vehicle Federation (SHVA) ist das Archiv mit insgesamt über 690'000 digitalisierten und via Volltext-Suche abrufbaren Zeitschriftenseiten das grösste online verfügbare deutschsprachige Verzeichnis.

## Inhalt
Inhaltliche Schwerpunkte sind historische Fahrzeuge, historischer Motorsport, Fahrzeugtechnik und Porträts von Rennfahrern. Das online verfügbare Zeitschriften-Archiv besteht aus «auto motor und sport» (1952–2000), Automobil Revue (1906–1992), dem Motorfahrer (1903–1924) und Nachfolgemagazin ADAC Motorwelt (1925–2000), Illustrierter Automobil Revue (1922–1942) und der Swiss Classics Revue (2004–2014). Neben der Online-Plattform werden wöchentlich über 10 redaktionelle Artikel publiziert und ein Newsletter (Wochenrückblick) verschickt.
Die Plattform enthält technische Daten von über 30'000 Fahrzeugen, über 690'000 Seiten digitalisierte Zeitungen und Zeitschriften und über 500'000 Fotos. Zudem wurde der Versuch gestartet, sämtliche Oldtimer-Zeitschriften in einem zentralen Nachschlagewerk (Mediathek) zu erfassen.
Zwischengas.com bietet unterschiedlichsten Autoren die Möglichkeit, ihre Anekdoten, Kurzgeschichten oder detaillierten Berichte zu publizieren, um diese vergessenen Geschichten der Öffentlichkeit wieder zugänglich zu machen. So hat zum Beispiel der in der Schweiz sehr bekannte Autor und ehemalige Rallyefahrer Bernhard Brägger Artikel zu 100 Jahre Rallye Monte Carlo verfasst.
Zwischengas.com setzt sich für die Digitalisierung von historischen Materialien (Prospekte, Fotos, Poster) rund ums Thema Oldtimer ein. Durch die akribische Beschreibung jedes Datenobjekts können so die Besucher der Website sehr schnell Inhalte finden, die schon längst vergriffen sind. Neustes Projekt im Rahmen der Digitalisierung ist die Mediathek, ein Nachschlagewerk über die wichtigsten Oldtimer-Zeitschriften, wo Benutzer Zeitschriften selbständig erfassen können.

## Jahresmagazin
Zum fünfjährigen Jubiläum lancierte die Firma Zwischengas AG ein neues Printprodukt namens «Jahresmagazin», das eine Ergänzung zu den Online-Inhalten von zwischengas.com bildet. Das neue Magazin erscheint jährlich, erstmals am 11. Dezember 2015.

## Geschichte
Daniel Reinhard und Bruno von Rotz gründeten 2010 die Zwischengas AG, die die Website betreibt. Der Firmensitz ist im Kanton Obwalden, die Redaktion befindet sich in Zürich-Altstetten.
Die Reichweite (Stand November 2015) liegt bei 113'476 Besuchern und 981'654 Seitenaufrufen pro Monat.

## Kooperationen
Zwischengas.com veranstaltete im Mai 2013 zusammen mit dem Verkehrshaus der Schweiz eine Sonderausstellung zu Kunststoffautos. Seither findet die Veranstaltung jährlich unter dem Namen "Fantastic Plastic" statt.
Bruno von Rotz erstellt für die Zwischengas AG Dossiers zu Oldtimern für den Tages-Anzeiger, die Berner Zeitung, die Basler Zeitung und den Blick und ist verantwortlich für die umfangreichen Beiträge über historischen Motorsport in der Schweiz in der Buchserie «Rennsport Schweiz».
Bruno von Rotz war Autor einiger Artikel für die Oldtimer-Beilagen der Handelszeitung, die zum Teil auch online publiziert wurden.
In Kooperation mit der ADAC Motorwelt wurden in deren Mobile-App mehrere Berichte zum Thema Oldtimer publiziert.
In Kooperation mit der Auto_Motor_und_Sport wurde das exklusiv online verfügbare digitale Archiv der «auto motor und sport» am 12. Dezember 2023 um 13 Jahrgänge erweitert, somit sind nun die Jahrgänge 1952 bis 2013 komplett, Seite für Seite online abrufbar und durchsuchbar.